# パチンコ店等規制条例
パチンコ店等規制条例（ぱちんこてんとうきせいじょうれい）とはパチンコ店やゲームセンターなどの遊技場の出店を規制した条例。

## 概要
パチンコ店「等」の遊技場の営業許可基準を定めた風俗営業等の規制及び業務の適正化等に関する法律（風営法）では都道府県条例によって規制されるとされている。
学校、福祉施設、住宅地などの「児童・高齢者・障害者を保護」する対象である施設の近くに出店してはならず、数百メートル以上の距離を置くことや、24時間営業の禁止などが規定されている（土・日・祝日・年末年始を問わず、毎日決まった時間に年中無休で営業することまでは禁止されていない）。

## 条例にまつわる諸問題

### 上乗せ規制問題
パチンコ店の出店基準において都道府県条例よりも厳しい出店規制を定めている市町村も存在するが、2つの基準が並立することに伴い問題が発生したことがある。
2008年、アンダーツリーが奈良市内にパチンコ店を出店するにあたり、地元では基準が異なる2つの条例が並立していた。
- 「福祉施設から半径100m以内でのパチンコ店の出店」を禁じた奈良県条例
- 「福祉施設から半径200m以内でのパチンコ店の出店」を禁じた奈良市条例

アンダーツリーでは「県条例では問題ない」が、「市条例では禁止区域に当たる」場所に出店を試みた結果、2008年1月に奈良市が店を奈良県警に刑事告発したものの、警察では同年8月に店側を起訴猶予処分とし、事実上出店を認めた。
このため、奈良市では当該条例が実質的に機能しない状態であることを認め市議会で改正する方針を示し、2009年7月より出店禁止範囲を県条例と揃える改正を行った。
このような縦割り行政の弊害による「上乗せ条例」については、「国が定めた法令」と「地方自治体の条例」の関係では主に環境関連のものについて一定の範囲で有効と認める判例が出されているものの、「県条例」と「市町村条例（特に県庁所在地・政令指定都市の市条例）」の間の関係では判例が乏しく、全国各地でトラブルが起きている。

### 行政による規制の濫用
2006年7月、浜友観光は国分寺駅前にパチンコ店を出店すべくテナントの貸主と賃貸借契約を締結した。これを知った国分寺市は、同年12月市議会に対し国分寺駅前に市立図書館の分室を設置する条例を諮り、2007年2月出店予定地の隣に「国分寺市立図書館 本多図書館駅前分館」を開設した。これにより浜友観光が出店しようとした場所は、東京都条例の出店基準に抵触するため出店ができなくなった。
浜友観光は「図書館の設置はパチンコ店の出店妨害のためのもので違法である」として国分寺市に対し14億円の損害賠償を求め提訴。2013年7月、東京地方裁判所は浜友観光の訴えを認め、国分寺市に約3億3400万円の損害賠償を命じる判決を下した。
その後2014年に和解が成立し、国分寺市は浜友観光に対し約3億3400万円、テナント貸主に約1億1700万円の支払いを行った。

## パチンコ店等規制条例に関する事件
- 宝塚市パチンコ店等規制条例事件 - 最高裁判決（平成14年7月9日）